# كأس السوبر السعودي 2017
بطولة كأس السوبر السعودي 2017 كانت لتعتبر النسخة الخامسة من كأس السوبر السعودي قبل قرار ألغائها، وهي مباراة سنوية لكرة القدم كان مقرر أقيمتها بين حامل لقب دوري المحترفين السعودي 2016–17 ولقب مسابقة كأس خادم الحرمين الشريفين 2017 من جهة وبين حامل لقب مسابقة كأس ولي العهد السعودي 2016–17 في العاصمة الأماراتية ابوظبي يوم 16 يناير 2018 على ملعب محمد بن زايد في أبوظبي وتجمع بطولة السوبر بين بطل الدوري السعودي وبطل كأس خادم الحرمين الشريفين، ونظرا لأن الهلال بطل الثنائية فسيلعب أمامه اتحاد جدة بطل كأس ولي العهد.
في 24 أغسطس 2017 أعلن الاتحاد السعودي لكرة القدم عن تحديد موعد كأس السوبر السعودي في نسخته الخامسة والذي يقام بين فريقي الهلال والاتحاد بمدينة أبوظبي بدولة الإمارات العربية المتحدة برعاية مجلس أبو ظبي الرياضي.
وحدد الاتحاد السعودي لكرة القدم يوم 16 يناير 2018 موعد إقامة المباراة بين الفريقين.
يذكر أن فريق الهلال جاء طرفًا في البطولة بعد فوزه في الموسم الماضي بلقبي كأس خادم الحرمين الشريفين، ودوري جميل للمحترفين، في حين جاء فريق الاتحاد طرفًا آخرًا بعد تحقيقه لقب كأس سمو ولي العهد في الموسم الماضي.
في وقت لاحقاً أعلن رئيس الهيئة العامة للرياضة تركي آل الشيخ خلال مؤتمراً صحافي في 19 سبتمبر 2017 بحضور رئيس الاتحاد السعودي لكرة القدم عادل عزت، عدد من القرارت منها إعلان إلغاء بطولة كأس ولي العهد لكرة القدم اعتباراً من الموسم الحالي، وإطلاق المسمى سموه على بطولة «كأس السوبر» التي تجمع بين بطلي الدوري والكأس. تم تأكيد اقرار أقامة بطولة كأس سمو ولي العهد (السوبر سابقًا) بين طرفيها في اجتماع مجلس إدارة الاتحاد السعودي التاسع في 28 أغسطس 2017، في 14 أكتوبر 2017 قرر الاتحاد السعودي لكرة القدم إلغاء مباراة بطولة كأس السوبر هذا الموسم بين فريقي الاتحاد والهلال، على أن تقام البطولة بدايةً من الموسم المقبل ويكون طرفاها الفريقين المتأهلين لها خلال موسم 2017-2018.
ذكر الاتحاد في بيان رسمي أن السبب وراء قرار بإلغاء مباراة السوبر بعدما اقرر تغير اسمها لكأس ولي العهد ومنح الفرصة لكل النوادي من أجل التنافس على التأهل إلى المباراة النهائية ونيل شرف اللعب على كأس البطولة، بعد تغيير مسماها وحرصاً على إظهارها بالمستوى الذي يليق بها، يذكر ان الاتحاد السعودي كان قد ألغى قبل قرابة شهر بطولة كأس ولي العهد، هذا القرار جاء بالتزامن مع طلب المدير الفني للمنتخب الأرجنتيني إدغاردو باوزا تعديل روزنامة الموسم من أجل وضع برنامح إعداد مثالي لمشاركة المنتخب السعودي في كأس العالم 2018 في روسيا .

### كأس السوبر السعودي
| نهائي 16 يناير 2018 | الهلال | ضدّ                                 | الاتحاد | أبوظبي, الإمارات          |
| 18:30 (ت ع م+03:00) |        | لم تقم المباراة بسبب ألغاء البطولة |         | الملعب: ملعب محمد بن زايد |